# IC 155
IC 155 — галактика типу EN (емісійна туманність) у сузір'ї Кассіопея.
Цей об'єкт міститься в оригінальній редакції індексного каталогу.